# サリーン・S7
S7 (Saleen S7) は、アメリカの自動車メーカーサリーンが開発したスーパーカーである。

## 概要
2000年に市販車より先にル・マン用プロトタイプレースカーが販売され、その後公道向け一般車両としても発売された。一般向けの公道走行可能な車両も、先に登場したレースに準じた仕様となっている。エンジンはフォードのV型8気筒エンジンを参考に、サリーンが全て新開発したオールアルミ製7LのV型8気筒OHVをミッドシップに搭載し、最高出力558PS/6,400rpm、最大トルク72.86kg・m/4,000rpmというパワー&トルクを発揮する。0-400m加速は11.8秒、最高速度は200mph（約322km/h）に到達する。
車体はスーパーカーらしく全体に低く流麗なスタイルで、シャシはアルミニウムハニカム構造でスチールチューブのサブフレームを延長したものとなっている。サスペンションはレーシングタイプの ダブルウィッシュボーン・コイルダンパーで、ブレーキはサリーンとブレンボの共同開発品を装備する。マフラーは後方リアバンパー部分から突き抜けた片側2本ずつの左右4本出し。内装は市販車仕様は空調、オーディオ等の快適装備に、さらに豪華なコノリーレザーの本革を使用。フルバケットシートはオーナーの体形に合わせ、採寸するという贅沢な仕様となっている。
日本では木村拓哉のかつての愛車として知られる。

### S7 ツインターボ
2005年にマイナーチェンジでエンジンにツインターボが装着されたモデル。出力は約200PS向上して750PS/6,300rpmを発生、さらに0-100km/h加速2.8秒、最高速度248mph(約399km/h)と、パフォーマンスも強化された。
さらに2006年には「コンペティションパッケージ」というレース用オプションが登場、これにアップグレードすると最高出力1,000PS、最高速度は260mph(約420km/h)にも達する。
S7をレース用にアップグレードしたS7RがFIA GT選手権やル・マン24時間レースなどの欧州レースを中心に活躍している。